# Joseph Kofi Adda
Joseph Kofi Adda (* 22. April 1956 in Navrongo; † 14. Oktober 2021 in Accra) war ein ghanaischer Minister für Energie in der Regierung von John Agyekum Kufuor bis zu seiner Entlassung im März 2008. Adda war verheiratet und hatte zwei Kinder. Neben seinem Ministeramt war Adda seit 2003 Mitglied des ghanaischen Parlaments für den Wahlkreis Navrongo Central.
Adda studierte zwischen 1979 und 1982 an der Indiana Wesleyan University am Marion College in den USA. Hier schloss er summa cum laude in Wirtschaftswissenschaften und Politikwissenschaften ab. Zwischen 1982 und 1984 war Adda an der Columbia-Universität in New York eingeschrieben und beendete sein Studium mit dem Master in Internationalen Angelegenheiten mit der Spezialisierung auf Finanzen und Banken. Ebenso machte er an der Columbia ein Zertifikat in afrikanischen Studien. In Frankreich studierte er an der Sorbonne französische Sprache und Zivilisation.
Adda war im Parlament in Ghana Vizevorsitzender des Ausschusses für Privilegien. Ferner war er Mitglied des Finanzausschusses sowie in den Ausschüssen für Ernährung, Landwirtschaft und Angelegenheiten für Kakao und im Ausschuss für Handel, Industrie und Tourismus. Im April 2006 wechselte er aus dem Amt des Arbeitsministers in das des Ministers für Energie, wo er Mike Oquaye ablöste. Seine Amtszeit als Energieminister war einerseits durch nennenswerte Ölfunde, andererseits aber auch durch eine schwere Energiekrise gekennzeichnet, der Ghana durch den Erwerb von Notstromaggregaten nur bedingt Herr werden konnte. Aus seinem Amt als Energieminister wurde er am 19. März 2008 entlassen. Vermutete Gründe sind einerseits Erfolglosigkeit als Minister, andererseits seine Unterstützung für Nana Akufo-Addo als Kandidat der NPP bei der Präsidentschaftswahl 2008 bereits vor dem Ernennungskongress der Partei. Sein Nachfolger wurde Felix Owusu-Adjapong.